# كارستن لوند
كارستن لوند (بالدنماركية: Karsten Lund)‏ (12 نوفمبر 1943 في الدنمارك - 27 مايو 2015) هو مدرب كرة قدم ولاعب كرة قدم دانمركي في مركز الهجوم. لعب مع نادي فايله.

## وصلات خارجية
- كارستن لوند على موقع قاعدة بيانات كرة القدم.إي يو (الإنجليزية)
- كارستن لوند على موقع ناشيونال فوتبول تيمز (الإنجليزية)
- كارستن لوند على موقع عالم كرة القدم.نت (الإنجليزية)